# دانيل سيروس
دانيل سيروس (بالإنجليزية: Daneil Cyrus) لاعب كرة قدم ترينيدادي دولي في خط الدفاع يلعب في منتخب ترينيداد وتوباغو.

## روابط خارجية
- دانيل سيروس على موقع الدوري الأمريكي (الإنجليزية)
- دانيل سيروس على موقع قاعدة بيانات كرة القدم.إي يو (الإنجليزية)
- دانيل سيروس على موقع ناشيونال فوتبول تيمز (الإنجليزية)
- دانيل سيروس على موقع Soccerway.com (الإنجليزية)
- دانيل سيروس على موقع عالم كرة القدم.نت (الإنجليزية)